# Río Sotón
El río Sotón es un afluente del río Gállego en la cuenca del Ebro (noreste de España). En su curso es particularmente importante el embalse de la Sotonera.

## Embalse de la Sotonera
El embalse de la Sotonera es un lago en el río Sotón creado por el represamiento del río para servir como fuente del Canal de los Monegros.
El embalse se ha convertido en un hábitat para pájaros acuáticos, tortugas y bivalvos y ha devenido en una zona de interés listada como un hábitat importante por el Sociedad Española de Ornitología  desde 1987 así como por el gobierno de Aragón.
El lago Sotonera, un lago de hidrocarburos en Titán, la luna de Saturno, recibió su nombre en honor de la presa en 2007.